# Unidad Monetaria Europea
| Moneda | Porcentaje según período | Porcentaje según período | Porcentaje según período |
| Moneda | 1979–1984                | 1984–1989                | 1989–1998                |
| ------ | ------------------------ | ------------------------ | ------------------------ |
| BEF    | 9,64                     | 8,57                     | 8,183                    |
| DEM    | 32,98                    | 32,08                    | 31,955                   |
| DKK    | 3,06                     | 2,69                     | 2,653                    |
| ESP    | -                        | -                        | 4,138                    |
| FRF    | 19,83                    | 19,06                    | 20,316                   |
| GBP    | 13,34                    | 14,98                    | 12,452                   |
| GRD    | -                        | 1,31                     | 0,437                    |
| IEP    | 1,15                     | 1,20                     | 1,086                    |
| ITL    | 9,49                     | 9,98                     | 7,840                    |
| LUF    | -                        | -                        | 0,322                    |
| NLG    | 10,51                    | 10,13                    | 9,98                     |
| PTE    | -                        | -                        | 0,695                    |

El ecu (European Currency Unit, en español Unidad Monetaria Europea —UME—) fue una unidad de cuenta usada en la Comunidad Europea (CE) —posteriormente Unión Europea (UE)— con propósitos monetarios, antes de ser reemplazado por el euro el 1 de enero de 1999.
Era una cesta de monedas compuesta por las monedas de los Estados miembros de la Comunidad Europea. El Mecanismo Europeo de Cambio intentó minimizar las fluctuaciones entre las monedas de los Estados miembros y el ecu que a su vez fue utilizado también en algunas transacciones financieras.
El ecu fue concebido el 13 de marzo de 1979 como una unidad de contabilidad interna. El código de moneda ISO 4217 era XEU. El símbolo fue ₠.

## Historia
Creado en 1975, el ecu fue hasta el 31 de diciembre de 1998 la unidad de cuenta del Sistema Monetario Europeo (SME) y de los documentos jurídicos y financieros de la UE, se empleó en créditos sindicales y en las operaciones comerciales del mercado monetario, siendo reemplaza por el Euro el 1 de enero de 1999.
Su nombre, ecu, etimológicamente[cita requerida] escudo que proviene del griego skytos, es representativa de la numismática francesa, ya que evocaba al escudo francés, la moneda de referencia obligada en la Europa continental durante cuatrocientos años, desde su origen en el siglo XIII, cuyas acuñaciones fueron realizadas por primera vez por Luis IX, antes de partir a las cruzadas, y que bajo distintas improntas, circuló hasta el siglo XVII.
Ecu, por su resonancia francesa, no era del agrado de todos, y el canciller de Alemania Helmut Kohl señaló que le sonaba igual a Ein Kuh, que en alemán se podría entender como una vaca. En la reunión de Madrid del 12 de diciembre de 1995, se optó por llamar Euro a la moneda única comunitaria, teniendo una paridad 1:1 con el ecu.
Debido a su condición de unidad de cuenta (de existencia no física), nunca se acuñaron monedas de ecu, salvo para ocasiones conmemorativas y para coleccionistas. Tampoco se emitieron billetes oficiales en esta unidad monetaria, aunque sí se repartieron especímenes de billetes de 10 ecus en la Exposición Universal de 1992 realizada en Sevilla (España).
| Principales funciones del ecu |
| --- |
| Numerario: - Para la fijación de los tipos centrales en el mecanismo de cambios del Sistema Monetario Europeo. - De las operaciones de intervención y de crédito. |
| Magnitud de referencia en el sistema de tasas de cambio, ya que a partir del ecu se constituía el “indicador de divergencia”.                                     |
| Medio de pago y de reservas de los bancos de la Comunidad Económica Europea.                                                                                      |

## Funcionamiento
Se trataba de una cesta de monedas, compuesta por la suma de cantidades fijas de doce de las quince monedas de los Estados miembros, estimándose el porcentaje de cada una de ellas en función de tres criterios: la participación de cada una de las divisas en el conjunto del comercio intracomunitario, el producto interior bruto de cada país y su cuota en el Fondo Europeo de Cooperación Monetaria (FECM).
Respaldado por el Fondo Europeo de Cooperación Monetaria, el ecu desempeñó un papel fundamental en el mecanismo de tipos de cambio (MTC), en virtud del cual los estados miembros debían mantener el valor de sus monedas nacionales dentro de una banda porcentual respecto de una paridad central. No obstante, el ecu no sólo dependía del MTC. Las monedas de los miembros de la UE que no pertenecían al MTC, como el Reino Unido e Italia, continuaron siendo partes integrantes del ecu.
La composición del ecu se modificó en varias ocasiones, pero quedó congelada el 1 de noviembre de 1993, cuando entró en vigor el Tratado de la Unión Europea. Esta congelación debía ser irrevocable hasta el comienzo de la tercera fase de la Unión Económica y Monetaria. Sin embargo, varió el tipo de cambio de cada moneda frente a las monedas de otros estados miembros del SME y frente al ecu. Si una moneda incrementaba su valor con respecto a todas las demás, eran necesarias menos unidades de esta moneda para adquirir la misma cantidad de cualquiera de las restantes monedas o del ecu de las que se precisaban anteriormente.
Se llegó a proponer su uso para contratos de deportistas de élite, como el caso de Arvidas Sabonis.